# Swan Song (візуальна новела)
Swan Song (яп. スワンソング, суван сонґу, укр. «Лебедина пісня») — японська візуальна новела, створена студією Flying Shine та видана у 2005 році для Microsoft Windows. Сюжет відеогри торкається теми виживання ізольованої спільноти людей на тлі нищівного лиха й намагається передати людські переживання та зміни суспільства за нових умов. Має депресивний та еротичний характер.

## Сюжет
24 грудня, у Святвечір, що напередодні Різдва, відбувається надзвичайно потужний землетрус, який майже повністю знищує японське гірське місто. Дивом уцілілий студент коледжу Амако Цукаса на шляху до укриття натрапляє на жінку при смерті. На прохання останньої Цукаса бере опіку над хворою на автизм дівчинкою Ясакою Арое. Разом вони знаходять тимчасовий прихисток у християнському храмі, де зустрічаються з декількома іншими уцілілими — Танамурою Шіном, Кавасе Хібарі, Куваґатою Такумою та Сасакі Юкою. Згодом вони усвідомлюють справжні масштаби трагедії — половину зруйнованого міста затопила стекла з гірського озера вода, у місті з'являється декілька незалежних спільнот небагатьох уцілілих, деякі з яких не тільки не бажають співпрацювати, але й навіть вдаються до викрадень, пограбувань, жорстоких знущань чи вбивств. Погіршують становище уцілілих холодні погодні умови, брак життєво необхідних ресурсів і відсутність відомостей про будь-яку допомогу ззовні. Спільно товариші намагаються підлаштуватися до нових умов, налагодити зв'язок з іншими уцілілими та, насамперед, вижити.

## Персонажі

### Головні герої
Амако Цукаса (яп. 尼子 司, Амако Цукаса)
Сейю: Хіросуе Рьо
Студент коледжу. Син відомого музиканта. У дитинстві був надзвичайно талановитим у грі на фортепіано, проте внаслідок аварії його права рука була травмована й стала нездатною повноцінно рухатися. Знайомі часто звертають увагу його небагатослівність та спокійність.
Таномура Шін (яп. 田能村 慎, Таномура Шін)
Сейю: Одзакі Джюн
Старший на декілька років за Амако хлопець. Син власника доджьо, з дитинства тренувався, тому спритний і гарно володіє мечем. Попри останнє, воліє вирішувати конфлікти мирно та схильний жаліти ворогів. Часто посміхається та намагається підтримувати інших, якими безнадійними не були б обставини.
Куваґата Такума (яп. 鍬形 拓馬, Куваґата Такума)
Сейю: Осака Кохей
Наполегливий студент коледжу. Початково мав комплекси щодо власної зовнішності, був невпевненим у собі та сильно пригніченим через наслідки землетрусу. Закоханий у Сасакі Юку. Поступово, зіткуючись зі смертельними випробуваннями та отримавши певний авторитет серед інших жителів укриття, стає впевненішим у собі. Наслідком цього для нього стала безжальність до ворогів і притуплення здатності співпереживати. Згодом, підтримуваний більшістю жителів сховища, вбиває Хіду Рютаро, захоплює владу та зраджує Таномуру.
Кавасе Хібарі (яп. 川瀬 雲雀, Кавасе Хібарі)
Сейю: Енокідзу Мао
Студентка коледжу. Часто груба в розмовах і ставленні до інших, але, водночас, турбується про слабких. Чи не найбільше потоваришувала з Арое.
Сасакі Юка (яп. 佐々木 柚香, Сасакі Юка)
Сейю: Такахаші Чіакі (як Сасакі Юка)
Студентка коледжу, любить грати на фортепіано. Закохана в Цукасу, з яким вперше зустрілася в дитинстві, що дуже сильно вплинуло на її становлення.
Ясака Арое (яп. 八坂 あろえ, Ясака Арое)
Сейю: Кусаянаґі Джюнко
Дівчина, хвора на автизм. Батьки покинули її, тому до землетрусу виховувалася старшою сестрою. Носить зі собою календар зі зображеннями, які допомагають їй висловлюватися. Іншим людям здається життєрадісною та безтурботною.
Ноґі Таеко (яп. 乃木 妙子, Ноґі Таеко)
Сейю: Хокуто Мінамі
Очільниця культу «Даічі но каі» (яп. 大智の会), вважається віщункою, відома серед своїх послідовників як Рюґеджю (яп. 竜華樹, Рю:ґеджю).

### Другорядні персонажі
Койке Нодзомі (яп. 小池 希美, Коіке Нодзомі)
Сейю: Нішіда Комуґі
Школярка. Була спіймана бандитами, зазнала від них знущань та зґвалтувань, проте пізніше визволена Куваґатою та Таномурою.
Хіда Рютаро (яп. 飛騨 隆太郎, Хіда Рю:таро:)
Сейю: Кунісада Цуйоші
Колишній військовик Сил самооборони Японії. Обраний очільником спільноти уцілілих в укритті школи. Доброзичливий та схильний до співпраці. Вбитий внаслідок змови за наказом Куваґати.
Хошіно Ая (яп. 星野 綾, Хошіно Ая)
Сейю: Каорі
Віддана послідовниця Рюґеджю.
Какідзакі Тошіхіко (яп. 柿崎 俊彦, Какідзакі Тошіхіко)
Сейю: Цуема Тоору
Головний лікар лікарні Какідзакі.

## Історія створення
Відеогра створена японською компанією Flying Shine. Сценарист — Сетоґучі Рен'я. Оригінальне зображення — Кавахара Макото. Музика для відеогри написана гуртом milktub. Репліки усіх персонажів були озвучені акторами озвучування.

## Вихід
Відеогра видана компанією Le.Chocolat 29 липня 2005 року на CD для Microsoft Windows.